# Zajtjar
Zajtjar (bulgariska: Зайчар) är ett distrikt i Bulgarien.   Det ligger i kommunen Obsjtina Ruen och regionen Burgas, i den östra delen av landet, 300 km öster om huvudstaden Sofia.
Omgivningarna runt Zajtjar är en mosaik av jordbruksmark och naturlig växtlighet. Runt Zajtjar är det ganska tätbefolkat, med 67 invånare per kvadratkilometer.